# Barrio de Paraíso-Cantinas
Paraiso Cantinas es un barrio situado en la ciudad de León, pero pertenece prácticamente en su totalidad al municipio de San Andrés del Rabanedo, surge en los años 20 llamándose Barrio de Buenos Aires. Sus primeros vecinos fueron empleados de Renfe. El gran número de bares que se concentran en este barrio da nombre al mismo. Su parroquia es de reciente creación, se construyó en 1974 bajo la advocación a La Anunciación. Sus avenidas más importantes son la del Párroco Pablo Díez y la de Azorín.

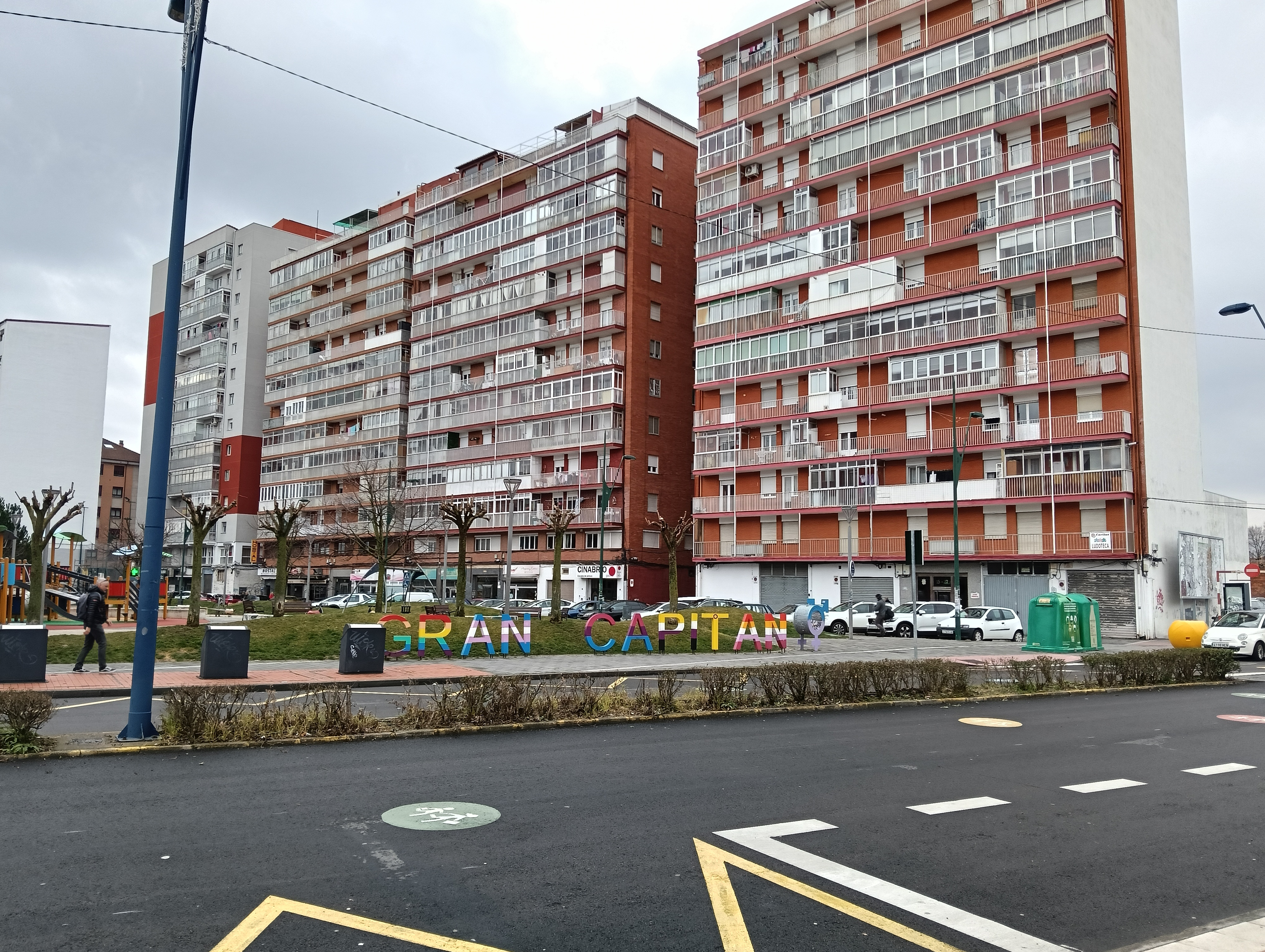
Vista de la calle y parque Gran Capitán desde la calle Azorín.